# Zero Records
Zero Records est un ancien label indépendant espagnol de rock, basé à Madrid. Zero Records a travaillé avec de nombreux groupes de renommée comme Hamlet, Barón Rojo, Sôber, Skunk D.F., Coilbox, Elecktra, Lagartija Nick et Kannon. Il a également distribué en Espagne des sociétés internationales telles que Epitaph, Grita! ou Metal Blade. Après avoir été racheté par Tipo, le label s'oriente vers le rap espagnol en 2002. Le label cesse ses activités en 2006.

## Histoire
Entreprise indépendante madrilène née en 1996 qui s'est toujours caractérisée par son engagement en faveur du talent, du rock et d'une position avant-gardiste (elle a été la première entreprise espagnole à soutenir l'internet et la libre circulation des chansons sur Internet, comme en témoigne le projet Imbecil.com de M.C.D., ainsi que de nombreux autres projets). Le label est né avec Hamlet et son album Revolución 12.111 (24 juin 1996), qui a été suivi par d'autres albums notoires comme Insomnio, Sanatorio de muñecos (acheté à son ancienne société Romilar-D Records également fondée par son propriétaire d'origine, Juan Hermida). En outre, la société distribue certains des labels internationaux les plus importants comme Epitaph (Offspring, NOFX, Bad Religion, Rancid), Metal Blade ou des labels nationaux plus modestes.
En 2000, Zero Records devient le premier label espagnol à mettre toute sa musique à la disposition des internautes par l'intermédiaire de musicaalacarta.com dans l'objectif de lutter contre le téléchargement illégal. Zero Records est racheté par Tiendas Tipo en 2001, ce qui donne une nouvelle tournure à son approche originale. Le label cesse ses activités en 2006.
De nombreux artistes de différents genres sont passés par le roster de Zero Records : Sôber, Latino Diablo, Kabuto Jr., Barricada, Banda Jachis, La Polla Records, Avalanch, Valhalla, Básico, Lagartija Nick, Gérmenes, La Frontera, Kannon, Boikot, Second Silence, Sindicato del Crimen, Dismal, Obligaciones, Elecktra, Amimishock, Skunk D.F., Coilbox, JLS, Barón Rojo, Cicatriz, M.C.D., Parabellum, Indras, Dead Stoned, La Vacazul, Species, B-Violet, et Fuckop Family, entre autres.